# Wereldkampioenschap voetbal 2018 (Groep F) Zweden - Zuid-Korea
Dit artikel gaat over de wedstrijd in de groepsfase in groep F tussen Zweden en Zuid-Korea die gespeeld werd op maandag 18 juni 2018 tijdens het wereldkampioenschap voetbal 2018. Het duel was de elfde wedstrijd van het toernooi.

## Voorafgaand aan de wedstrijd
- Zweden stond bij aanvang van het toernooi op de vierentwintigste plaats van de FIFA-wereldranglijst.[1]
- Zuid-Korea stond bij aanvang van het toernooi op de vierenvijftigste plaats van de FIFA-wereldranglijst.[2]
- De confrontatie tussen de nationale elftallen van Zweden en Zuid-Korea vond vier keer eerder plaats. Hiervan won Zweden er twee en het werd tweemaal gelijk.[3]
- Het duel vond plaats in het Stadion Nizjni Novgorod in Nizjni Novgorod. Dit stadion werd in 2005 geopend en heeft een capaciteit van 44.899.

## Wedstrijdgegevens[4]
| Datum                | 18 juni 2018                                                                                           | 18 juni 2018                                                                                           |
| Wedstrijdnummer      | 11 | 11 |
| Stadion              | Stadion Nizjni Novgorod, Nizjni Novgorod                                                               | Stadion Nizjni Novgorod, Nizjni Novgorod                                                               |
| Toeschouwers         | 42.300                                                                                                 | 42.300                                                                                                 |
| Scheidsrechter       | Joel Aguilar                                                                                           | Joel Aguilar                                                                                           |
| Assistenten          | Juan Zumba Juan Carlos Mora Araya                                                                      | Juan Zumba Juan Carlos Mora Araya                                                                      |
| Vierde official      | Norbert Hauata                                                                                         | Norbert Hauata                                                                                         |
| Videoscheidsrechters | Mauro Vigliano Taleb Al-Marri (assistent) Abdulrahman Al-Jassim (assistent) Daniele Orsato (assistent) | Mauro Vigliano Taleb Al-Marri (assistent) Abdulrahman Al-Jassim (assistent) Daniele Orsato (assistent) |
| Man van de wedstrijd | Andreas Granqvist                                                                                      | Andreas Granqvist                                                                                      |
|                      | Zweden                                                                                                 | Zuid-Korea                                                                                             |
| Doelpunten           | 1 | 0 |
| Gele kaarten         | 1 | 2 |
| Rode kaarten         | 0 | 0 |
| Wissels              | 3 | 3 |
| Schoten op doel      | 4 | 0 |
| Schoten naast doel   | 5 | 2 |
| Overtredingen        | 20 | 23 |
| Hoekschoppen         | 6 | 5 |
| Buitenspel           | 1 | 0 |
| Balbezit (%)         | 56 | 44 |

| Zweden | 1 – 0           | Zuid-Korea |
| Andreas Granqvist 65' (pen.) | goals (assists) | |
| Janne Andersson | bondscoach      | Shin Tae-yong |
| Robin Olsen Mikael Lustig Pontus Jansson Andreas Granqvist Ludwig Augustinsson Viktor Claesson Sebastian Larsson 81' Albin Ekdal 71' Emil Forsberg Marcus Berg Ola Toivonen 77' | opstellingen    | Cho Hyun-woo Lee Yong Jang Hyun-soo Kim Young-gwon 28' Park Joo-ho Lee Jae-sung Ki Sung-yong 73' Koo Ja-cheol Hwang Hee-chan 66' Kim Shin-wook Son Heung-min |
| Oscar Hiljemark 71' Isaac Thelin 77' Gustav Svensson 81' | wissels         | 28' Kim Min-woo 66' Jung Woo-young 73' Lee Seung-woo |
| Viktor Claesson 61' | gele kaarten    | 13' Kim Shin-wook 55' Hwang Hee-chan |
| | rode kaarten    | |